# NGC 7344
NGC 7344 (другие обозначения — PGC 69433, MCG -1-57-20) — галактика в созвездии Водолей.
Этот объект входит в число перечисленных в оригинальной редакции «Нового общего каталога».